# 墙头马上
《牆頭馬上》，元代雜劇，全名《裴少俊牆頭馬上》，作者白樸，是白樸最出色的作品，與關漢卿的《拜月亭》、王實甫的《西廂記》、鄭光祖的《倩女離魂》合稱為「元代四大愛情劇」。

## 劇情簡介
本劇共四折，無楔子。
題目正名：
李千金月下花前
裴少俊牆頭馬上

### 第一折
唐代尚書裴行儉之子裴少俊奉父命由長安去洛陽買花，途中和李世傑女李千金隔牆以詩贈答。李千金約裴少俊當晚私會于后花園。（裴少俊與李千金原有婚約，但不為他們所知）

### 第二折
當晚二人私約于後花園，為嬤嬤所發覺。李千金極力辯駁嬤嬤的責難。最後二人決定私奔。

### 第三折
二人私奔到長安少俊家中定居，生活七年，育有一子一女。後子女為少俊父親發現，並引起懷疑，最終發現少俊與千金私奔的事實，威脅將李千金送交官府處置。李千金極力為自己辯護。少俊不得已寫下休書，休棄李千金。

### 第四折
李千金回到洛陽，父母已亡故。少俊中進士後，去洛陽找李千金。李千金因記恨被休棄，而不肯相認。最後，裴行儉帶來李千金的一子一女，以此相要挾，裴少俊與李千金方得破鏡重圓。

## 角色
沖末：裴尚書
老旦：夫人
外：李總管
正末：裴舍人
正旦：李千金
梅香
張千
端端
重陽」“？